# Mongoliet i olympiska vinterspelen 1984
Mongoliet deltog med 4 deltagare vid de olympiska vinterspelen 1984 i Sarajevo. Ingen av landets deltagare erövrade någon medalj.